# Кам'янка (судно)
Кам'янка — дослідницьке судно Військово-Морських Сил України проекту 431ПУ.

## Історія і застосування судна
За проектом судно — модифікація морської самохідної суховантажної баржі (МБСС проекту 431), яка призначено для відвантаження твердих елементів палива повітрянонезалежних енергетичних установок підводних човнів проекту А615 і класифікувалося, як морська самохідна плавуча установка. Судно, яке отримало назву МБСС-35 в 1957 році увійшло до складу Чорноморського флоту. Пізніше було перейменоване на МБСС-155150.
У 1980 році, коли підводні човни 615-го проекту були порізані на металобрухт, МБСС-155150, після модернізації було перекласифіковано у дослідне судно і отримало назву ОС-94. Використанню судна для випробувань техніки і озброєнь сприяло те, що воно було обладнане грейферним краном вантажопідйомністю 2 тонни, вакуумними насосами, мало два містких трюми.
З 1 серпня 1991 року — у складі ВМС України. Входить до складу групи дослідницьких суден Науково-дослідного центру Збройних Сил України «Державний океанаріум». Використовується при наукових дослідах і як судно-носій глибоководних населених апаратів. До 1999 року мало назву «Касатка». У 1999 році перейменоване в «Кам'янка» на честь однойменного міста Черкаської області.
Унікальний підводно-технічний комплекс, основою якого є водолазне судно «Почаїв» і судно  «Кам'янка», а також придатні для життя та досліджень глибоководні апарати «Північ-2», «Риф», «Лангуст», телекерований підводний апарат МТК-200 і «Агент-1», разом, забезпечують можливість науковим співробітникам і спеціалістам Науково-дослідного центру Збройних Сил України «Державний океанаріум» самостійно проводити підводно-пошукові та підводно-технічні роботи, а також здійснювати виконання суднопідйомних операцій.
З початку 2016 року перебувало на відстої в Східній гавані ПБ Очаків.